# デモンズ3
『デモンズ3』（伊 - La Chiesa、英 - THE CHURCH）は、1989年に公開されたイタリアのホラー映画。ダリオ・アルジェントがプロデュースし、ミケーレ・ソアヴィが監督した。日本では1990年に劇場公開された。

## 概要
『デモンズ』の脚本家コンビ、フランコ・フェリーニとダルダノ・サッケッティは、『デモンズ』シリーズ3作目として、飛行機の中で乗客の間に悪魔の伝染が拡がるストーリーを考えた。だが、脚本作りが難航している間に監督のランベルト・バーヴァが降板し、後任のミケーレ・ソアヴィが脚本を全面的に書き換えたことで、当初の内容と大きく変わった。しかし海外の幾つかの国で本作は、『デモンズ』のパート3と見られており、作品の変遷を思えば『デモンズ3』という邦題も、それほど間違っているわけではない（詳細は#企画の項を参照）。

## ストーリー
中世、チュートン騎士団によって悪魔崇拝者と思われた村人たちの虐殺が行われた。女子供から老人に至るまで殺され、さらに村人たちが蘇らぬよう、死体を埋めた場所に教会が建てられ、十字架による封印が施された。数世紀後の現代、ドイツの大聖堂に司書として赴任したエヴァンは、そこで若い修復家の女性リサと親しくなる。リサが聖堂地下で見つけた羊皮紙の文面を解読したエヴァンは、好奇心から地下室にあった羊のレリーフが施された蓋を開き、十字架の重しで封印されていた悪魔を誤って解き放ってしまう。教会の聖具係ハーマンは、悪魔に取り憑かれたエヴァンに襲われたことで自分も悪魔に憑依される。エヴァンは何とかリサに電話をかけようとするものの、すでに自我を失いつつあり、自分の心臓を手で抉り出した。
翌日、聖堂は女教師ブルックナーが引率する修学旅行の生徒たちや、ブライダル・ファッションの撮影隊、バイカーの若いカップル、ジョアンナとフレディ、老夫婦のハインリッヒ夫妻など礼拝客で賑わっている。人が変わったように娘のロッテを折檻したハーマンは、告解部屋でガス神父に「悪魔に取り憑かれ、信仰心を失くした」と告白すると、複数の礼拝客の顔に傷をつけた後、地下室に降りて削岩機で腹を貫き自殺した。教会には悪魔が復活した時に備えて、災いが外に広がらないような細工が施してあり、ハーマンの遺体から流れ出た血が地下深くに流れ込んで機械の仕掛けが作動する。
教会を訪れていた人々と聖堂の神父たちは、扉が閉ざされたことで外部から遮断され、全員閉じ込められてしまう。ハーマンの爪で傷を付けられた人らも悪魔の力に蝕まれ、次々と死んで行く。ガス神父は一連の惨劇を予期していた司教との会話で、大聖堂を自壊させる装置が教会のどこかにあることを知るが、司教は「すべては神の思し召しだ」と語ると秘密を記した本のページを破り、鐘楼から転落して死亡する。
一方、汚染された水を飲んだリサはトランス状態に陥り、エヴァンの姿を求めて地下室へと降りて行く。そこには死んだはずのハーマンを始め、悪魔に魅入られた人々が集合していた。全裸になったリサが儀式の台に自ら横たわると、エヴァンに憑依していた悪魔は正体を現わし、リサを相手に反キリストを誕生させるセックスを始める。中世期の騎士団に殺された少女の生まれ変わりだったロッテは、前世の記憶が甦り、死者を埋めた村の跡地に教会を作った建築家が、いつか悪魔が復活した時に備えて教会を崩壊させる仕掛けを作ったことを話しだす。ガス神父とロッテが地下室へ向かうと、リサは山羊の頭を持つ禍々しい悪魔と、子供を作っている最中だった。ガス神父は、子作りの儀式で詠唱する悪魔の信者たちに気付かれないよう、外界に繋がる抜け穴までロッテを送り届ける。1人で逃げるようロッテに言い含めたガス神父は単身引き返し、碑文が刻まれた墓石の下に隠された建築家の死体を発見すると、その口にねじ込まれていた拷問器具を引き抜く。建築家の遺体が縛り付けられていた装置が起動すると、すぐに教会の崩壊が始まり、地下から蘇りつつあった巨大な悪魔像もろとも全ては建物と共に封印された。
数日後、ロッテは廃墟になった教会跡地を訪れ、両親や多くの人が亡くなった地に花を添える。すると山羊のレリーフが刻まれた石の蓋が突風で地面から吹き飛び、エヴァンが邪悪な力を開放した時のような穴の底は青白い光を放っている。ロッテは穴の中を覗き込んで微笑んだ。

## キャスト
- ガス神父：ヒュー・クァーシー（英語版）[4]
- エヴァン：トーマス・アラナ[4]
- 司教：フェオドール・シャリアピン・ジュニア[4]
- リサ：バーバラ・クピスティ（英語版）[4]
- ブライダルモデル：アントネッラ・ヴィターレ[4]
- ドミニク牧師：ジョバンニ・ロンバルド・ラディチェ（イタリア語版）[4]
- ロッテ：アーシア・アルジェント[4]
- フレディ：ロベルト・カールソー[4]
- ジョアンナ：クレア・ハードウィック[5]
- 聖具係ハーマン（ロッテの父）：ロベルト・コルビット（イタリア語版）[5]
- ブルックナー先生：パトリツィア・プンゾ[5]
- ハインリッヒ：ジョン・カールセン（イタリア語版）[5]
- ハインリッヒの妻：キャサリン・ベル・マージョリー[5]
- ロッテの母：アリナ・デ・シモーネ[5]
- 拷問官：エンリコ・オスターマン（イタリア語版）[5]
- 建築家：ジョン・リチャードソン[5]
- 警察官：ミケーレ・ソアヴィ

## スタッフ
- 監督：ミケーレ・ソアヴィ（英語版）[4]
- 製作：ダリオ・アルジェント[4]、マリオ・チェッキ・ゴーリ[5]、ヴィットリオ・チェッキ・ゴーリ（イタリア語版）[5]
- 脚本：ダリオ・アルジェント[4]、フランコ・フェリーニ[4]、ミケーレ・ソアヴィ[5]、ダルダノ・サッケッティ（ノン・クレジット）[5]
- 音楽：キース・エマーソン[4]、フィリップ・グラス[4]、ファビオ・ピニャテッリ（英語版）[4]
- 撮影：レナート・タフリ[4]
- 編集：フランコ・フラティチェッリ[5]
- 美術：マッシモ・アントネッロ・ジェレング（イタリア語版）[5]
- 特殊効果：セルジオ・スティヴァレッティ[5]、ダニーロ・デル・モンテ[5]
- 特殊メイク：ロザリオ・プレストピノ（イタリア語版）[5]、バーバラ・モロセッティ[5]、フランコ・カザーニ[5]
- 字幕：松浦美奈[6]

## 企画
1988年1月22日、ダリオ・アルジェントはインタビューに応え、ランベルト・バーヴァと『デモンズ2』（1986年）の続編について話し合っており、タイトルは『デモンズ3』ではなく『Ritorno alla casa dei demoni（悪魔の家への帰還）』になる可能性があると話した。
企画の立ち上げから参加していた脚本家ダルダノ・サッケッティによると、別の宇宙に迷い込んだ旅客機が火山地帯に不時着し、閉鎖された旅客機が舞台となる話だった。サッケッティが言うにはリドリー・スコット監督の『エイリアン』に似た感じで、閉ざされた宇宙船の代わりに飛行機、危険な宇宙生物の代わりに悪魔が出てくる内容であった。しかし構成に欠陥あってストーリー展開が上手く行かず、アルジェントが次第に興味を失ったため、このプロットは棚上げされた。1998年10月には撮影を始める予定だったが、すでに7月に入っており、焦ったバーヴァはサッケッティが仕事をわざと遅らせて、『デモンズ』三部作の完成を邪魔していると非難して2人は口論になった。
旅客機内で事件が起きる『デモンズ3』の話が中止になったのは、ストーリーがつまらなかったからではなく、プロデューサのマリオ・チェッキ・ゴーリが話を理解できなかっためだとサッケッティは言う。サッケッティは教会を舞台にした『La Chiesa』（原題）の構想と脚本に取りかかった。脚本を1から書き直すことが決まった時点で、バーヴァはこのプロジェクトを一時離れることにした。バーヴァはテレビ映画の仕事に取りかかったが、精神的に低迷し、イタリア映画業界での評判は悪かった。製作会社チェッキ・ゴーリ・グループのヴィットリオ・チェッキ・ゴーリはバーヴァの名を冠した映画に資金提供を拒否し、アルジェントは「バーヴァはテレビ映画製作に人生を捧げており、残念ながら彼の映画業界のキャリアは終わりだ」と判断して『デモンズ』第3弾から解雇。これ以降アルジェントは、バーヴァの作品をプロデュースすることはなかった。
ちょうどこの頃、ミケーレ・ソアヴィは『アクエリアス』（1987年）を製作してくれたジョー・ダマトの新しい作品に関わっていたが、その映画の契約書にサインをする前日に、アルジェントから「沈没しかけている船を何とかして欲しい」と電話がかかってきた。7カ月も脚本作りに携わったランベルト・バーヴァが企画から去ってしまったためである。ソアヴィは『シャドー』、『フェノミナ』、『オペラ座/血の喝采』の助監督を務め、アルジェントのドキュメンタリー作品『アルジェント・ザ・ナイトメア／鮮血のイリュージョン』で監督デビューをした恩があったので、困っているアルジェントを手伝うことにした。この時点でソアヴィはまだ映画の内容を全く知らなかったが、1988年9月初旬までに脚本を書き直すことになり、降板したバーヴァについて「7カ月も関わっていた映画を完成させずに辞めるなんて信じられない！」と言ったという。かつてソアヴィは『デモンズ』の助監督をしていたのだ。
それまでバーヴァが関わっていた脚本を読んだソアヴィは内容が気に入らず、『デモンズ』前2作でやっていたような、特殊効果と特殊メイクだけが売り物のモンスターホラーを繰り返すことを止めて、全てをゴシック調にしようと提案した。大聖堂の地下に封印された850年前の魔の力が解き放たれ、教会内の全ての人々が悪魔崇拝の奴隷へと導かれる、幻想的なゴシックホラーである。サッケッティが自分の構想を基に草稿を2つ書き上げており、ソアヴィもシナリオ作りに関わった。アルジェントは、この映画でサッケッティが脚本を書いたことを公表しない（映画のクレジットに載せない）代わりに、サッケッティに多額の脚本料を支払った。

## 製作

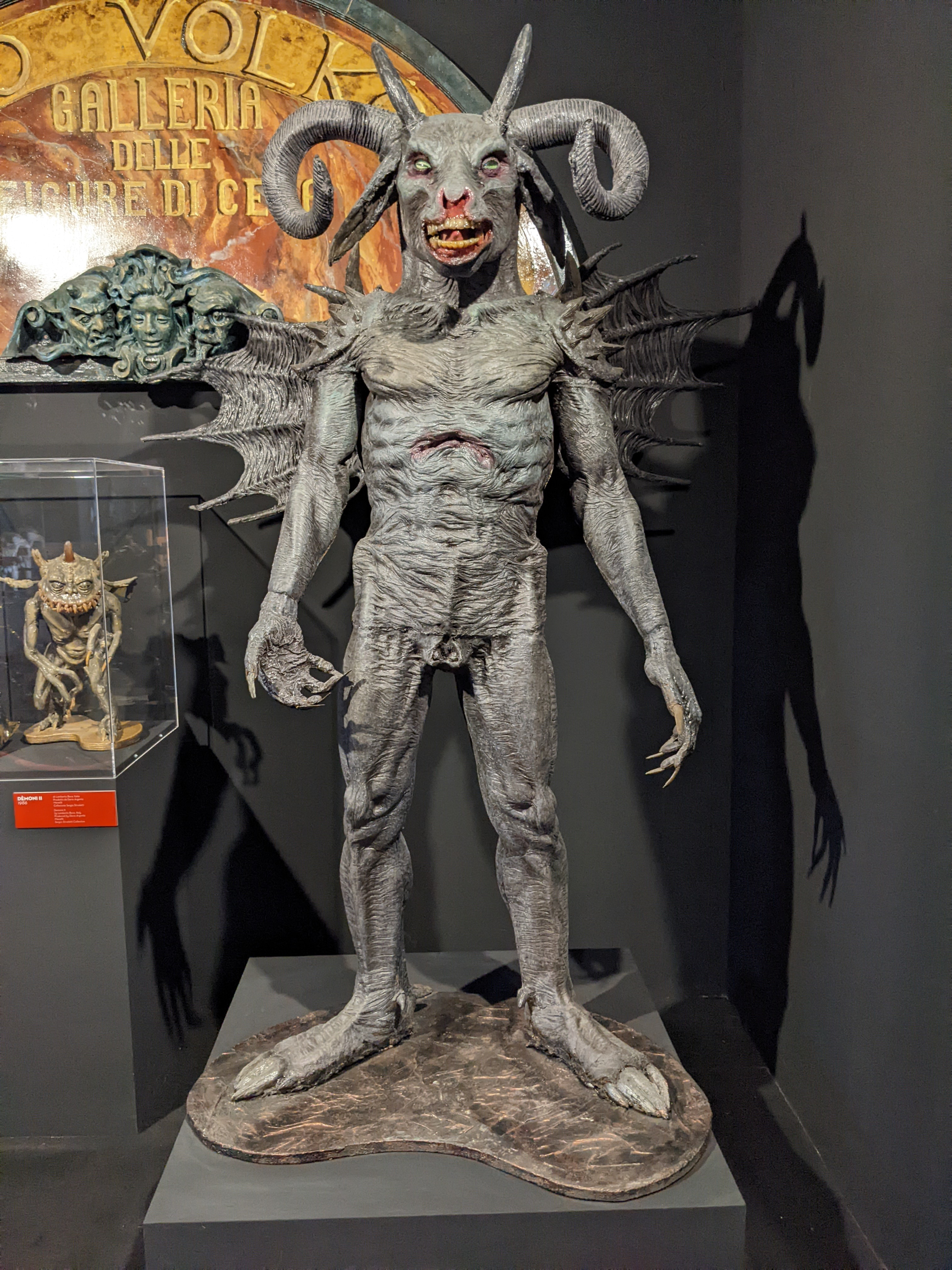
リサとセックスをする悪魔バフォメット（トリノ国立映画博物館の『デモンズ3』の展示）

イタリア、フランス、スイスなどを巡ってロケに使う教会を探したが、ヨーロッパの人々はダリオ・アルジェントがどんな作品を作るか知っていたため、アルジェントが関わる残酷な映画撮影のために教会を提供してくれそうもなかった。イタリアの教会は冒涜を恐れて祭壇に近づくことすら許可してくれなかったので、ソアヴィたちスタッフはチェコスロバキア、ハンガリー、ブルガリアを検討し、ドイツ北部のハンブルクにもロケ地探しに出た。
幸いにもブダペストで教会の修復費用を切実に求める司祭に会えたので、映画の撮影に5週間借りる約束で聖マリア教会（現在はマーチャーシュ聖堂）を使わせてもらうことになった。教会内部は聖エリザベート教会を使った。映画の最後に出てくる、大聖堂が崩壊した後という設定の場所は、ハンブルクにある19世紀の建物・聖ニコラス教会でロケをした。第二次世界大戦中の爆撃により、世界で有数の高い鐘楼だけを残して廃墟のようになった教会跡地だった。この他、教会内に閉じ込められた人々が死んで行くゴア・シーンと、裸のバーバラ・クピスティが悪魔とセックスをする場面は、イタリアのローマにあるデ・パオリス・スタジオ内にセットを作って撮影した。映画の撮影は、ハンブルグで11週間後に終了した。
製作準備中のアルジェントは、前に『インフェルノ』で組んだ作曲家キース・エマーソンが、映画音楽の制作に興味を抱いていることを知った。アルジェントはエマーソンから12曲入りのテープを受け取ったが、「子供でさえ、あんな酷い音楽は書けないだろう」と嘆くほど、使い道に困る大袈裟な楽曲ばかりが入っていた。映画本編にはバッハのプレリュードをアレンジした曲を含めエマーソンの音楽は3曲のみ使用し、残りはソアヴィが気に入っていたフィリップ・グラスの音楽2曲と、ゴブリンのメンバーだったファビオ・ピニャテッリに依頼をした。

## 公開
1989年3月10日にイタリアで公開されたこの映画は、国内だけで19億2627万7000イタリア・リラの収益をあげ、同年のイタリア映画界での興行収入36位の成績を記録した。公開当時は「イタリアの映画審査委員会が「未成年の観客にふさわしくないと考えられる多くのシーン、特に暴力描写がある」として、18歳未満の鑑賞を禁止したが、1年後に緩和されて14歳未満の鑑賞禁止になった。1990年8月22日には、トライスター ピクチャーズの配給でアメリカでも劇場公開された。

## 評価
レビューアグリゲーターのRotten Tomatoesでは、11件の批評家レビューに基づいて64％の支持率を集めている。リチャード・シャイブは本作のレビューで「ソアヴィ監督は実在の教会とスタジオセットを組み合わせて撮影し、まるで本物の中世の大聖堂で起きている事件のように見せている」と一定の支持をしながら「『デモンズ3』の欠点は多くのアルジェント作品、過去の『デモンズ』シリーズ、そしてルチオ・フルチ作品にも共通する“筋書きの欠如”だ。映画の前半は大して何も起こらず、トーマス・アラナとバーバラ・クピスティをありきたりなヒーロー＆ヒロインとして描いているものの、教会の扉が閉ざされると2人の主人公は舞台から消え去ってしまう」として、5点満点中2点を与えた。
『デモンズ3』は、クピスティが演じるリサ悪魔とセックスをしてアンチ・キリストの子供を作る儀式が、ロマン・ポランスキー監督の『ローズマリーの赤ちゃん』から、悪魔が復活して教会がパニックになる展開がジョン・カーペンター監督の『パラダイム』から影響を受けているのではないかという批評が多い。『Philosophy in Film』のマシュー・ジョーンズは「この映画には『ローズマリーの赤ちゃん』への露骨なオマージュがある」と書いており、映画評論家のショーン・ウッダナートも「『デモンズ3』の脚本家が、ジョン・カーペンターの映画を意識していたかは定かでないが、教会の中で封印されていた悪魔が顕現するプロットは『パラダイム』に酷似している」と指摘した。アンドリュー・コトウィッキもレビューの中で、「女性が山羊の頭の悪魔と交わる儀式に至るシーンは、ポランスキー監督の『ローズマリーの赤ちゃん』とほぼ同じショットを使っており、盗作と言っても良いほど腹立たしい」と書き、地獄へ通じる十字架型のネオンブルーの光は、マイケル・マン監督の『ザ・キープ』を連想させる」と書いている。
『Flick Attack』の評論家クリストファー・シュルツは「本作は『デモンズ』シリーズの第3作と言われているが、『ローズマリーの赤ちゃん』と『パラダイム』との共通点が多い」と書き、「翼の生えた怪人が裸の女性を抱きしめているショットは、イラストレーターのボリス・ヴァレホが描いた“ヴァンパイアのキス”をすぐに想起させる」と指摘した。SF、ホラーとカルト映画を専門とするオランダの雑誌『Schokkend Nieuws』のオリヴィエ・ケルクダイクは、「本作の雰囲気は『薔薇の名前』や『パラダイム』、アルジェントの『インフェルノ』に近い。バーバラ・クピスティが地下の儀式台で見せるエロティックなシーンは『ローズマリーの赤ちゃん』からのインスピレーションだろうが、性交を通じて女性器に精液を注ぎ込むインキュバスのビジュアルは、ボリス・ヴァレホが描く悪魔とセックスをする女の絵画を、ソアヴィが映画的に再現したものだろう」と批評している。

## 本作以外にデモンズ3のタイトルを使用した作品
- 『ブラック・デモンズ』（1991年）

ウンベルト・レンツィ監督作品。元々の原題は邦題と同じく"Black Demons"であったが、ビデオリリースに合わせて"Dèmoni 3"（デモンズ3）または"Noite Maldita - Demoni 3"（呪われた夜 - デモンズ3）に改題された。レンツィ自身はこのタイトルをデモンズシリーズだと誤解されるので、快く思っていなかったという。日本では劇場未公開。
- 『オウガー』（1989年）

ランベルト・バーヴァ監督作。イタリア版原題は"La casa dell'orco"（鬼の館）だが、英語圏では『デモンズ』、『デモンズ2』の続編扱いで"Demons III: The Ogre"（デモンズ3：悪鬼）のタイトルで公開された。日本では劇場未公開。